# Hernán Lobos Arias
Hernán Lobos Arias (San Javier, 28 de febrero de 1904 - Santiago, 15 de septiembre de 1975) fue un agricultor y político chileno. Se desempeñó como regidor por su ciudad natal y diputado de la República en el periodo 1953 y 1961.

## Biografía
Nació en San Javier, el 28 de febrero de 1904. Hijo de Fidel Lobos y de Ana Clara Arias.
Se casó en Villa Alegre, el 30 de julio de 1935, con la futura diputada Ana María Rodríguez Rodríguez, matrimonio del cual nació una hija: Ana María.
Realizó sus estudos en el Liceo de Talca y más adelante se dedicó a las labores agrícolas e industriales en su fundo Santa Ana de Loncomilla y en un destilatorio agrícola.

## Trayectoria política
Militó en el Partido Agrario.
Fue electo regidor por su ciudad natal en la Municipalidad de San Javier por el período 1938-1941.
En las elecciones parlamentarias de 1953 fue electo diputado por la Décima cuarta Agrupación Departamental, correspondiente a; Linares, Loncomilla y Parral, período 1953-1957.
En las parlamentarias de 1957, resultó reelecto diputado, por la Décima cuarta Agrupación Departamental Linares; Loncomilla y Parral, por el período 1957-1961. Integró la Comisión Permanente de Economía y Comercio, la que presidió.
En 1963, fue electo regidor por Villa Alegre, dentro de la lista del Partido Demócrata Cristiano (PDC).
Posteriormente, presidió de la Cooperativa de Productores de Loncomilla. Fue socio del Rotary Club y del Club Social de San Javier.
Falleció en Santiago, el 15 de septiembre de 1975.